# Прозорова балка
Прозорова балка — ландшафтний заказник місцевого значення. Об'єкт розташований на території Кропивницького району Кіровоградської області, біля с. Петрокорбівка.
Площа — 24,6 га, статус отриманий у 2012 році.